# Ngaoundal
Ngaoundal est une commune du Cameroun située dans la région de l'Adamaoua et le département du Djérem. Elle est également le chef lieu de l'arrondissement éponyme.

## Localisation
Créée par le décret no 82/455 du 20 septembre 1982, cette commune est limitée à l’est par l’arrondissement de Dir dans le département du Mbéré (village Djoundé), l’arrondissement de Bétaré Oya dans la région de l’Est (village Pangar), au nord par les monts Ngaou Ngoulouk (village Beka Goto), au nord-est, par le département de la Vina (village Djoundé) et à l’ouest par l’arrondissement de Tibati (village Danfili-Mambal). 

## Climat
Ngaoundal est doté d'un climat tropical, de type AW selon la classification de Köppen, avec une température moyenne de 22,8 °C et des précipitations moyennes de 1 602 mm à l'année, plus faibles en hiver qu'en été.

## Population
Lors du recensement de 2005, la commune comptait 52 867 habitants, dont 25 853 pour Ngaoundal Ville. Les principaux groupes ethniques qui y vivent sont les Gbaya, les Peuls et les Mboum.

## Religion
La religion dominante dans cette commune est l'islam, davantage pratiqué par les Peuls. Toutefois, certaines ethnies comme les Mboum et les Gbaya, auparavant animistes, adhèrent de nos jours à cette obédience. Le nombre élevé de mosquées dans la commune témoigne de l'importance accordée à cette religion. Le protestantisme est la seconde religion. Elle est principalement pratiquée par les Gbaya.

## Structure administrative de la commune
Outre Ngaoundal proprement dit, la commune comprend les villages suivants :
- Bamyanga
- Beka Goto
- Bella Fokou
- Betara Gongo
- Boulama Pangara
- Danfili
- Demgoya
- Djoundé
- Febadi
- Gazagazade
- Gonmana
- Honta
- Kassa
- Kassa Mbere
- Madjoing
- Mafara
- Magbor
- Mandourou
- Massim Cooperative
- Mbarnang
- Mbiyoka
- Ngalbize
- Pangar
- Sackmassa
- Sallo Abel
- Zamboi

## Services publics
Sur le plan infrastructurel, la commune dispose de 12 centres de santé (dont 1 centre médical d'arrondissement et 11 centres de santé intégrés), 6 écoles maternelles, 46 écoles primaires, 4 C.E.S et de 3 lycées. Malgré les efforts déployés en faveur de l'amélioration des ressources énergétiques, cette commune souffre toujours des coupures intempestives de courant. En plus, l'accès à l'eau potable demeure un problème de premier ordre.
La localité dispose d'une centrale électrique isolée exploitée par Enéo d'une capacité installée de 1280 kW.

## Ressources naturelles
La commune de Ngaoundal est dominée par deux écosystèmes à savoir la forêt et la savane. Son potentiel faunique est constitué surtout de rongeurs (lièvres, rats, lapins sauvages), de petits ongulés (biches, gazelles, antilopes), de singes ravageurs des cultures (noirs, rouges et blancs) de hérissons, porcs-épics, phacochères, pangolins, de reptiles. La plus grande réserve faunique de la commune se trouve dans la localité de Pangar, très réputée pour son approvisionnement en viande de brousse. Cependant, les effets de feux de brousse dus aux activités agricoles et la chasse incontrôlée ont considérablement contribué à la diminution de la richesse faunique. On trouve aussi quelques crocodiles, hippopotames et tortues au bord du Djérem. Le Djérem et la retenue de Mbakaou sont les viviers des ressources halieutiques : capitaine, silure, tilapia, carpe.
En outre, la commune dispose également d'un grand gisement de minerais, tels que l’or et la bauxite dans la localité de Mandourou, de l’or, les saphirs et le quartz à Beka Gotto, et du fer en abondance, recueilli à l’aide d'aimants dans la localité de Malarba Beka.